# Аскиз (станция)
Аски́з — станция Абаканского региона Красноярской железной дороги. Находится на правом берегу реки Аскиз в посёлке городского типа Аскиз Аскизского района Республики Хакасия.

## История
Основана в 1959 году. Название дано по реке Аскиз. От станции отходит ветка на Абазы.

## Дальнее следование по станции
| № поезда | Маршрут движения | № поезда | Маршрут движения |
| -------- | ---------------- | -------- | ---------------- |
| 77       | Абакан — Москва  | 78       | Москва — Абакан  |

## Пригородное сообщение по станции
| № поезда | Маршрут движения  | № поезда | Маршрут движения  |
| -------- | ----------------- | -------- | ----------------- |
| 6609     | Абакан — Бискамжа | 6610     | Бискамжа — Абакан |

## Структурные подразделения
• Аскизская дистанции пути.
• Аскизская дистанция сигнализации, централизации и блокировки.